# End-capping
 (février 2023).
Si vous disposez d'ouvrages ou d'articles de référence ou si vous connaissez des sites web de qualité traitant du thème abordé ici, merci de compléter l'article en donnant les références utiles à sa vérifiabilité et en les liant à la section « Notes et références ».
En chromatographie, le remplacement dans la phase stationnaire des groupes silanol accessibles par des groupes triméthylsilyle est appelé end-capping. Cette technique d'end-capping permet d'empêcher le pic résiduel de composés chimiques très polaires et a une très bonne résistance même avec une phase mobile alcaline en raison de la ténacité du film recouvrant la surface de la phase stationnaire.
En chimie supramoléculaire, l'end-capping correspond à une méthode de synthèse des rotaxanes appelé aussi encapage.